# GH Водолея
GH Водолея (лат. GH Aquarii) — двойная затменная переменная звезда типа W Большой Медведицы (EW) в созвездии Водолея на расстоянии приблизительно 1798 световых лет (около 551 парсека) от Солнца. Видимая звёздная величина звезды — от +13,1m до +12,6m. Орбитальный период — около 0,3056 суток (7,334 часов).

## Характеристики
Первый компонент — жёлто-оранжевая звезда спектрального класса K-G. Эффективная температура — около 4994 К.